# Beierotettix
Beierotettix is een geslacht van rechtvleugeligen uit de familie sabelsprinkhanen (Tettigoniidae). De wetenschappelijke naam van dit geslacht is voor het eerst geldig gepubliceerd in 2007 door Özdikmen.

## Soorten
Het geslacht Beierotettix omvat de volgende soorten:
- Beierotettix marginatus Brunner von Wattenwyl, 1895
- Beierotettix viridis Beier, 1960